# 弓削田健介
弓削田 健介（ゆげた けんすけ、1982年〈昭和57年〉11月23日 - ）は、日本の作曲家、シンガーソングライター。

## 略歴
1982年11月23日生まれ。福岡県福岡市出身。佐賀大学教育学部を卒業後、同大学院で作曲を専攻。2007年に小学校・中学校・高校の音楽の教員免許（専修）を取得。楽曲『いのちのオーケストラ』と『世界を旅する音楽室』が音楽の教科書に掲載（教育芸術社・小学校4年生）。また、楽曲『14－fourteen－』が2025年度版「中学生の音楽2・3上」（教育芸術社）に採用される。　福岡市立西都小学校、佐賀市立富士小学校、瀬戸市立にじの丘学園、君津市立周西の丘小学校、小竹町立小竹みらい小学校の校歌を児童と共に作詞・作曲している。
佐賀県を拠点に、キャンピングカーで全国を旅しながら、児童生徒と共に歌を作るスタイルで活動しており、これまで47都道府県で2000回を超えるスクールコンサートを実施。そのスタイルから「放浪の合唱作曲家」と呼ばれている。
南アフリカへの移動図書館車の寄贈（これまで3台）を行う社会貢献活動がNHK「おはよう日本」や「NHKワールドニュース」として全世界に紹介される。また、これまで10カ国で日本人学校でのコンサートを行うなど、積極的に海外での活動も行っている。
2024年の能登地震を受け、現地の子どもたちと「復興の歌」を作る活動から「フェニックス」を作曲。災害と併せて「合唱活動の復興」も掲げ47都道府県を巡り歌をつなぐ活動をしている。

## 作曲
Dream&Dream〜夢をつなごう〜
- いただきます
- あかい糸〜先生おめでとう〜
- わたあめ
- どんなときも
- Dream & Dream 〜夢をつなごう〜
- 君へ
- 次の空へ
- たいせつなあなたへ
- 越えてゆけ

図書館で会いましょう
- この街で 【同声2部】
- いのちのオーケストラ 【斉唱】
- 地球の子どもたち 【同声2部】
- BFF 【斉唱】
- 世界を旅する音楽室 【斉唱】
- あした天気になあれ 【斉唱】
- 図書館で会いましょうへのプロローグ 【斉唱】
- ママのスマホになりたい 【斉唱】
- Book Paradise 【同声2部】
- 本を読もう〜BOOK UNIVERSE〜
- 図書館キューピット 【同声2部】
- 図書館で会いましょう【同声2部】
- World of Fairy Tales【斉唱】

しあわせになあれ　いのちと夢のコンサート
- あたらしい朝に
- みんな みんな 輝いてる
- 本当だよ
- いのちのまつり
- 満天の星が歌うように
- しあわせになあれ
- 手をつなごう（〜共に生きる〜）
- アンパンマンのマーチ
- 世界中のまだ見ぬ友へ
- あなたにありがとう
- 翼をください 【混声3部】
- Believe 【混声3部】
- 僕らの夢を届けよう 【混声3部】　（作詞：平成24年度 武雄市立武雄北中学校生徒一同・弓削田健介）
- やさしい歌
- Steamship〜夢の蒸気船〜【混声3部】

HAPPY MUSIC
- HAPPY MUSIC　【斉唱】
- はじまりの歌　【同声2部】
- MUSIC　【同声2部】
- わたあめ　【混声3部】
- 未来が生まれてる　【同声2部】
- 次の空へ　【同声2部】
- 旅立つ君へ　【混声3部】
- 越えてゆけ　【混声3部】
- 忘れない　【混声3部】

## 著書
- 絵本「しあわせになあれ」（瑞雲舎）[13]
- 弓削田健介作品集「Dream&Dream〜夢をつなごう〜」(2013)
- 弓削田健介作品集「図書館で会いましょう」(2017)（教育芸術社）
- 弓削田健介作品集「しあわせになあれ」(2018)
- 弓削田健介作品集「HAPPY MUSIC」(2019)（音楽之友社）
- 詩集「優しい詩のお守りを」(2022) （絵：葉祥明）
- クラス合唱名曲秘話　楽譜に書ききれなかったこと